# معروف رفيق محمود
معروف رفيق الشيخ محمود (20 نوفمبر 1935 - 9 مايو 2005) شاعر فلسطيني. ولد في عنبتا. درس في طولكرم، ثم في بيروت حيث حصل على الإجازة في الحقوق من الجامعة العربية‌ فيها سنة 1968. عمل في التعليم في فلسطين، والأردن والسعودية، ثم في دولة قطر التي أسّس فيها قسم الإعلام التربوي، وإدارة العلاقات العامّة في وزارة الداخليّة. ثم تفرّغ للعمل مستشارًا ثقافيًا للشيخ خالد بن حمد آل ثاني. تقديرا لجهوده منحته الحكومة القطرية جنسيتها عام 1989. له دواوين شعرية عديدة. عمه هو عبد الرحيم محمود، وشقيقه هو أديب رفيق محمود.

## سيرته
ولد معروف رفيق الشيخ محمود يوم 24 شعبان 1354/ 20 نوفمبر 1935 في عنبتا بين طولكرم ونابلس بفلسطين ونشأ بها. كان والده الشيخ رفيق محمود شاعرًا وخطيبًا ومدرسًا وجده الشيخ محمود أزهريًا وشاعرًا. عمه هو عبد الرحيم محمود، وشقيقه هو أديب رفيق محمود. حصل معروف رفيق على الثانوية العامة في طولكرم سنة 1953، وليسانس الحقوق من جامعة بيروت العربية سنة 1968.
عمل مدرّسًا في وطنه بمدرسة بلدته عنبتا عاما واحدا والأردن، والسعودية 1955، وقطر منذ 1961. أسس قسم الإعلام التربوي بوزارة التربية القطرية،‌ و إدارة العلاقات العامة بوزارة الداخلية، وقد تفرغ لدى الشيخ خالد بن حمد بن عبد الله آل ثاني كمستشار تعليمي وثقافي لأولاده. عمل معروف رفيق أيضًا في الصحافة، محررًا بمجلة التربية القطرية. تقديراً لجهوده في برامج التوعية الأمنية والثقافية في قطر، منحته حكومتها جنسيتها عام 1989. انتسب إلى رابطة الأدب الإسلامي العالمية في 15 مارس 2001.
توفي معروف رفيق يوم 1 ربيع الآخر 1426/ 9 مايو 2005 في الدوحة.

## جوائزه وتكريمه
- 1964: جائزة نشيد الكشاف من وزارة المعارف في حكومة قطر.
- شهادة تقديرية من وزارة الإعلام (إذاعة قطر) ووزارة الداخلية القطرية ونادي الجسرة الثقافي القطري ومركز شباب الدوحة.
- 1979: الميدالية الذهبية لجائزة محمد إقبال.[3]

## مؤلفاته
من دواوينه الشعرية:
- «صرخة مسلم»، 1985
- «ابتهالات»، 1985
- «فلسطين الجرح والطريق»، 1985
- «بذور الكرامة»، مختارات شعرية، 1986
- «قطر على شفة الوتر»، 1987
- «القدس قصيدتي»، 1998
- «أشعار للفتيان والفتيات»، 1996

من كتبه:
- «في الأمن والسلامة»